# F6F Hellcat
Az F6F Hellcat az Amerikai Haditengerészet alapvető vadászrepülőgép típusa volt a második világháború második felében.

## Története

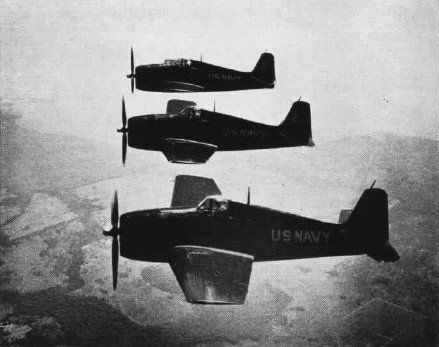
F6F-5 gépek a Blue Angels bemutatócsoport kötelékben1946-ban

A középszárnyas, teljesen fém szerkezetű repülőgépet az F4F Wildcat továbbfejlesztésével hozták létre, hogy leváltsák vele az elődtípust a fő-csapásmérő kötelékek repülőgép-hordozóin. A Wildcat-ek többsége így a tengerészgyalogság állományába került, illetve a kísérő repülőgép-hordozókon jelentek meg nagyobb számban. Az F4F üzemeltetési tapasztalatai alapján áttervezett sárkányszerkezetbe egy erősebb csillagmotort, a 2000 lóerős Pratt & Whitney R–2800-at építették be, amelyet több amerikai repülőgéptípuson is alkalmaztak. A „Wildcat bátyja”-ként nevezett típus az F4U Corsair-rel főként a csendes-óceáni hadszíntéren teljesített szolgálatot, jelentősen hozzájárulva a Japán Birodalom repülőerőinek rombolásához.
Erős szerkezete és fegyverzete miatt szerették a hajózók, bevált mind vadász, mind támadó feladatkörökben egyaránt. Az Amerikai Haditengerészet történetében a legeredményesebb vadászrepülőgép típus, ugyanis igazoltan 5271 repülőgépet lőttek le velük (5163 db-ot a csendes-óceáni hadszíntéren és 8 db-ot Dél-Franciaország megszállásánál), illetve további 52 darabot a brit Királyi Haditengerészet Flotta-légiereje. A háború után a másodvonalba került, a Corsair-el együtt bevetették a koreai háborúban is alacsonytámadó és rádiólokációs feladatkörökben, végül 1954-ben vonták ki utoljára az éjszakai vadász-századok állományából.
A legyártott több mint 12 ezer példányból 23 darab maradt fenn, melyből 8 db múzeumokban látható, a többi javarészt repülőképes (+ 1 replika).

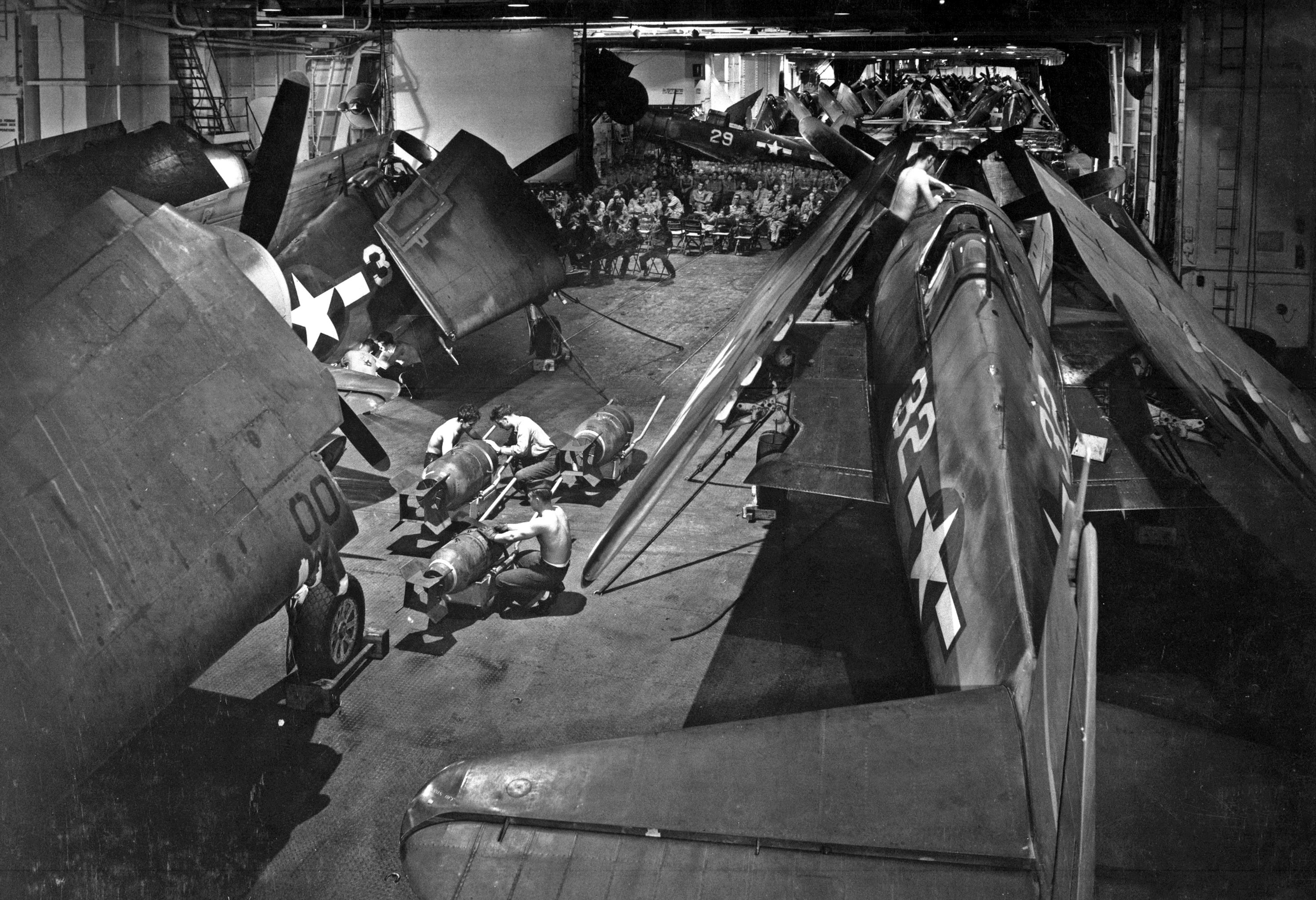
Hellcat-ek az Essex osztályú USS Yorktown (CV–10) hangárjában 1943-ban. Jól megfigyelhetőek a hátrahajtott szárnyfelek